# Biomechatronika
Biomechatronika je aplikovaná interdisciplinární věda zaměřující se na integraci elektromechanických součástek do lidského těla – jak pro terapeutické účely (např. umělé srdce), tak kvůli vylepšení stávajících schopností. Primární aplikace zahrnují technologie vyvinuté pro armádu. Biomechatronika obsahuje aspekty biologie, mechaniky a elektroniky.